# Morten Birck Reckweg

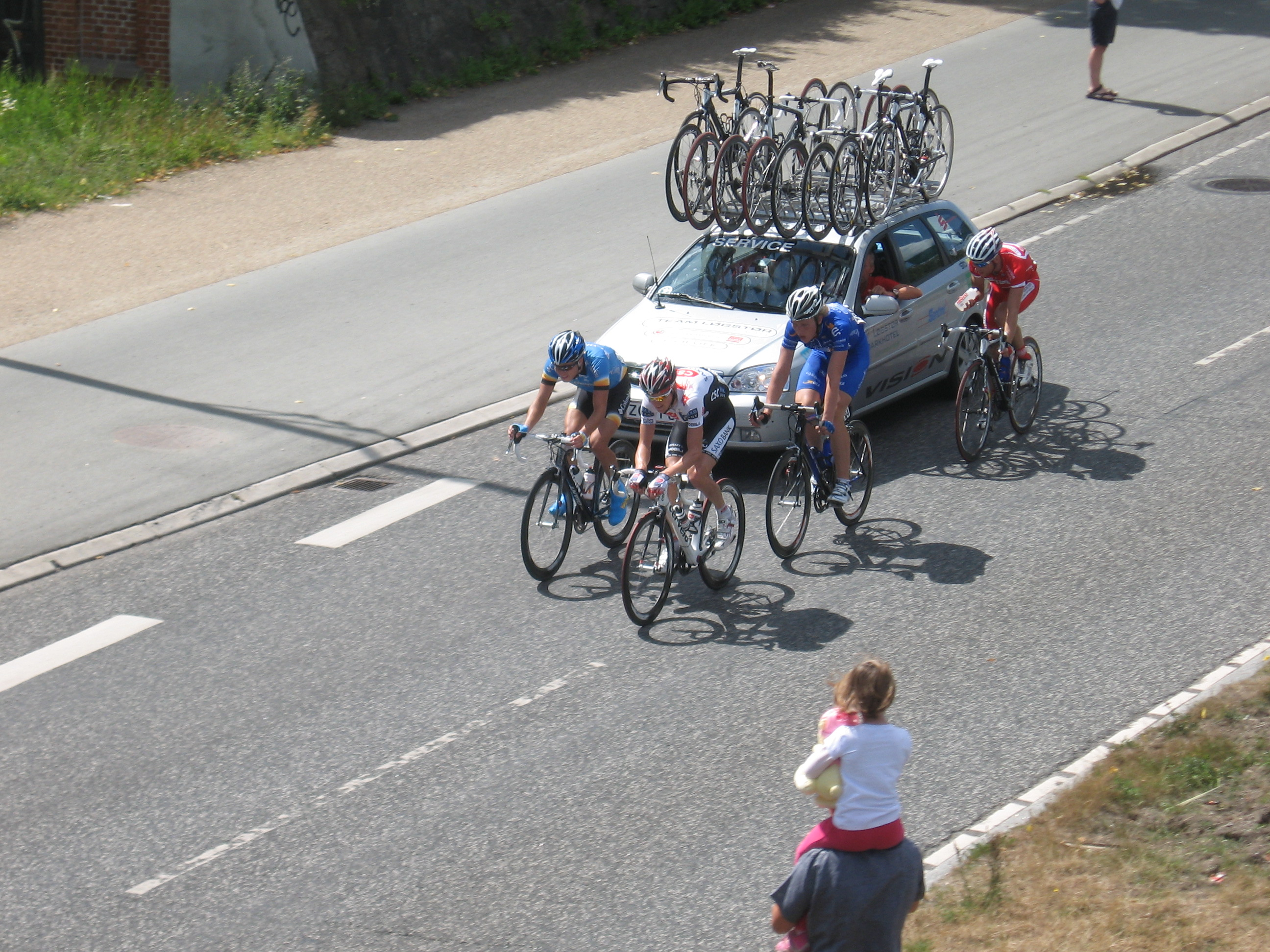
Ontsnapping van Lars Bak, John Devine, Morten Reckweg en Daniel Holm Foder tijdens de zesde etappe van de Ronde van Denemarken 2008

Morten Birck Reckweg of kortweg Morten Reckweg (Grenaa, 3 oktober 1988) is een Deens professioneel wielrenner sinds 2007. In 2007 ging hij aan de slag bij Team GLS.

## Teams
- 2007-2008: Team GLS

## Palmares
2007
- Ringsted
- Fredericia
- 2e etappe 2 dage ved Aarhus
- Eindklassement 2 dage ved Aarhus

2008
- Greve
- Nationaal kampioen ploegentijdrit